# میدلتون آن د هیل
میدلتون آن د هیل (به انگلیسی: Middleton on the Hill) یک روستا و محله مدنی در بریتانیا است که در هرفوردشر واقع شده‌است.